# Bohumil Kudrna
Bohumil Kudrna (ur. 15 marca 1920 w Brandlínie, zm. 11 lutego 1991 w Pradze) – kajakarz, kanadyjkarz. W barwach Czechosłowacji dwukrotny medalista olimpijski.
Brał udział w dwóch igrzyskach (IO 48, IO 52), za każdym razem zdobywał medale w kanadyjkowej dwójce. Triumfował w 1948, w 1952 zajął drugie miejsce. Podczas obu startów partnerował mu Jan Brzák. Stawał na podium mistrzostw świata, sięgając po dwa złote medale (C-2 10 000 m, C-2 1000 m).